# Manchester Trophy 1998
Il Manchester Trophy 1998 è stato un torneo di tennis facente parte della categoria ATP Challenger Series nell'ambito dell'ATP Challenger Series 1998. Il torneo si è giocato a Manchester in Gran Bretagna dal 13 al 20 luglio 1998 su campi in erba.

## Vincitori

### Singolare
Chris Wilkinson ha battuto in finale  Stefano Pescosolido con il punteggio di 6–3, 6–4

### Doppio
Mosè Navarra /  Stefano Pescosolido hanno battuto in finale  Wayne Arthurs /  Ben Ellwood con il punteggio di 6–1, 6–7, 7–6